# August Wilhelm Ekman
August Wilhelm Ekman, ofta kallad A. W. Ekman, född 1824 på Visingsö i Jönköpings län, död 1915 i Uppsala, var en svensk präst, godsägare, företagsledare och publicist. 

## Biografi
Ekman föddes 1824 på Visingsö i Jönköpings län. 1848 blev han teologie doktor vid Uppsala universitet och 1862 kom han till Göteborg som slottspredikant på Nya Älvsborg. Utöver fångpredikant blev han året därefter även bataljonspredikant på Göta artilleri och behöll båda tjänsterna till 1877, då de drogs in och han avslutade sin prästbana.
Han var under denna tid bosatt på Lärjeholms gård där han även drev aktivt jordbruk. Därtill var han aktiv i Göteborgs näringsliv. 1869 tog han bland annat initiativ till Göteborgs Intecknings Garanti Aktiebolag, inspirerad av Stockholms Inteckningsaktiebolag, och verkade från 1870 som bolagets verkställande direktör fram till 1875.
Därutöver författade han flera teologiska avhandlingar på både svenska och latin. Han lät också författa läroböcker i både engelsk och tysk grammatik liksom skrifter på områden som kyrkorätt, dogmatik och politik. 1898 blev han jubeldoktor vid Uppsala universitet, och skänkte vid det tillfället 10 000 kronor till en stipendiefond. Han var vidare redaktör och ansvarig utgivare för Teologisk Månadsskrift (1862-1863) och därefter för Tidskrift för biblisk theologi (1863-1864).
Ekman hade en son som forskade i fornminnen men som avled då en undergrävd bautasten föll över honom under en forskningsresa.
Viktor Rydberg driver med Ekmans teologiska ståndpunkter i sin satiriska artikel "Ortodox bibeltolkning".